# Augustine Dallemagne
Pour les articles homonymes, voir Dallemagne.
Augustine Dallemagne, née Polixène Virginie Augustine Philippe de Cagny à Beauvais (Oise) le 12 mars 1821 et morte à Corbeil-Essonnes (Essonne) le 10 août 1875 est une artiste peintre française.

## Biographie
Originaire de Beauvais, Augustine Philippe de Cagny épouse à Paris le 20 février 1844, le peintre et photographe Adolphe Dallemagne (1811-1882). L'atelier d'Augustine Dallemagne était situé 4, rue Bayard à Paris.

## Œuvres
- Annonciation de la Vierge, 1845, huile sur toile, Migné, église[6].
- Portrait de Mlle Agarite de G…y, Salon de 1846, huile sur toile[réf. nécessaire].
- Christ au tombeau, 1847, huile sur toile, Bourg-la-Reine, église Saint-Gilles[réf. nécessaire].
- La Vierge au linge, vers 1848, Issoire, église[7].
- L'Éducation de la Vierge, vers 1850, huile sur toile, Vourles, église[8].
- La Vierge au Roseau, Salon de 1868, huile sur toile, acquis par l'État, localisation inconnue[9].